# Выгнанка (Городокский район)
Выгнанка (укр. Вигнанка) — село в Городокском районе Хмельницкой области Украины.
Население по переписи 2001 года составляло 94 человека. Почтовый индекс — 32013. Телефонный код — 3251. Занимает площадь 0,063 км². Код КОАТУУ — 6821288603.

## Местный совет
32012, Хмельницкая обл., Городокский р-н, с. Хоптинцы